# Tanacetipathes spinescens
Tanacetipathes spinescens är en korallart som först beskrevs av Gray 1857.  Tanacetipathes spinescens ingår i släktet Tanacetipathes och familjen Myriopathidae. Inga underarter finns listade i Catalogue of Life.